# HD 169405
HD 164905 är en misstänkt dubbelstjärna belägen i den norra delen av stjärnbilden Kikaren omkring en grad norr om Zeta Telescopii.. Den har en kombinerad skenbar magnitud av ca 5,44 och är svagt synlig för blotta ögat där ljusföroreningar ej förekommer  kräver åtminstone. Baserat på parallax enligt Gaia Data Release 2 på ca 13,7 mas, beräknas den befinna sig på ett avstånd på ca 238 ljusår (ca 73 parsek) från solen. Den rör sig bort från solen med en heliocentrisk radialhastighet på ca 4 km/s.

## Egenskaper
Primärstjärnan HD 169405 A är en orange till gul jättestjärna  av spektralklass K0.5 III, 
som  har förbrukat förrådet av väte i dess kärna och utvecklats bort från huvudserien. Den har en radie som är ca 7 solradier och har ca 35 gånger solens utstrålning av energi från dess fotosfär vid en effektiv temperatur av ca 5 200 K.